# 沈宗霖
沈宗霖（1985年5月26日—），臺灣男藝人、模特兒，前伊林娛樂藝人，已解約。

## 生平
沈宗霖出身於臺北，高中就讀美容科；他身高189.5公分，原本體重超過100公斤，後來在陸軍儀隊服兵役時才開始減重30公斤，2007年參加新光三越超級男模大賽而進入模特兒圈。2016年，他參與拍攝經紀公司伊林娛樂「幻想男友」小鮮肉年曆。
除了模特兒工作，他也在戲劇中演出，並曾擔任過綜藝節目《旅行應援團》外景助理主持人。

### 私人生活
沈宗霖為已出櫃的男同性戀者，並有長期交往的男友。

## 作品

### 電視劇
- 《熱血青春》（2009年）
- 《下一站，幸福》（2009年）

### 主持
- 《旅行應援團》 （2009年，外景節目助理主持人）

### 廣告
- 統一超商 Dr.Milker極鮮乳

### 雜誌
- 壹周刊
- 薇薇雜誌
- MAN's UNO
- GQ
- 台中法蝶婚纱
- 法國巴黎婚纱
- 曼哈顿婚纱目錄
- 郭元益婚纱目錄、
- 新娘物語

### 服裝秀
- DOCKERS
- DIESEL
- DAKS
- ROOTS
- GANT
- D-MOP
- ARMANI
- ETRO
- POLO JEANS
- RALPH LAUREN
- 遠纺
- TOD'S
- HOGEN
- KSWISS HERMES
- ROOTS
- HOM男性內褲

### 商品秀
- 雅詩蘭黛
- MAC
- ST
- DUPONT
- SWATCH
- 皇冠行李箱秀
- 伊凡娜絲
- 點睛品
- 哈瓦仕havaianas 夾腳拖

## 外部連結
- 沈宗霖的Facebook專頁
- 沈宗霖的Instagram帳戶